# Order Flagi Narodowej
Order Flagi Narodowej lub Order Flagi Państwowej (kor. 국기 훈장 / 國旗勳章 Kukki Hunjang) – drugie, po Orderze Kim Ir Sena i Orderze Kim Dzong Ila, najwyższe odznaczenie państwowe Koreańskiej Republiki Ludowo-Demokratycznej.

## Ustanowienie
Order został ustanowiony 12 października 1948 jako pierwsze odznaczenie północnokoreańskie. Jest nadawany zarówno pojedynczym osobom, jak i organizacjom czy zakładom pracy za osiągnięcia w służbie wojskowej oraz działalności politycznej, kulturalnej lub ekonomicznej. Przyznawany także funkcjonariuszom Partii Pracy Korei za długoletnią pracę (25 lat – I klasa, 20 lat – II klasa, 15 lat – III klasa).
Kawalerami Orderu Flagi Narodowej I klasy stają się automatycznie osoby wyróżnione tytułami Bohatera Republiki i Bohatera Pracy, a także laureaci Nagrody Kim Ir Sena.
Odznaczeni Orderem Flagi Narodowej I klasy mają prawo do bezpłatnego przejazdu środkami komunikacji publicznej.
| I klasa | II klasa | III klasa |

## Niektórzy odznaczeni

### Obywatele Korei Północnej
- Kim Ir Sen (automatycznie, 1953, I klasa[8])
- Kim Dzong Il (automatycznie, 1982, I klasa)[9]
- Kim Dzong Suk (pośmiertnie, automatycznie, 1972, I klasa)
- Han Tŏk Su (dziesięciokrotnie, I klasa)[10]
- Jang Ch'ŏl (sierpień 1961, III klasa)[11]
- Jo Myŏng Rok (I klasa)[12]
- Jŏn Pyŏng Ho (automatycznie, luty 1998, I klasa)[13]
- Kim Jung Rin (I klasa)[14]
- Hyŏn Yŏng Ch'ŏl (I klasy – 8 krotnie, II klasy – 5 krotnie, III klasy – 2 krotnie)[15]
- Na początku 2010 północnokoreańskie media poinformowały o pośmiertnym przyznaniu Orderów Flagi Narodowej I klasy kapitanowi i pierwszemu mechanikowi frachtowca, który w listopadzie 2009 zatonął niedaleko chińskiego miasta Dalian. Odznaczeni mieli ratować znajdujące się na statku portrety Kim Ir Sena i Kim Dzong Ila[16].

### Obcokrajowcy
- Aleksandr Wasilewski (ZSRR, 1948)
- Rodion Malinowski (ZSRR, 1948, I klasa)
- Peng Dehuai (ChRL, 1951 i 1953, I klasa)[17]
- Nur ad-Din al-Atasi (Syria, 1969, I klasa)[18]
- Wojciech Jaruzelski (Polska, 1977)
- Juvénal Habyarimana (Rwanda, 1978, I klasa)[19]
- Husni Mubarak (Egipt, 1983, I klasa)[20]
- Fidel Castro (Kuba, 2006, I klasa)[21]
- Samora Machel (Mozambik, I klasa)[22]
- Wasilij Pietrow (ZSRR)
- Józef Borowiec, były dyrektor Państwowego Ośrodka Wychowawczego w Płakowicach (Polska)[23]
- Jakow Nowiczenko (ZSRR)[24]
- Alejandro Cao de Benós (Hiszpania)[25]
- Ra Hun, działacz mniejszości koreańskiej w Japonii (II klasa oraz dwukrotnie III klasa)[26]
- Megawati Soekarnoputri (Indonezja, I klasa)[27]